# بورات الكالسيوم
 ميتا بورات الكالسيوم  مركب كيميائي له الصيغة Ca(BO2)2 ، ويكون على شكل بلورات بيضاء أو عديمة اللون.

## الخواص
- لمركب ميتا بورات الكالسيوم انحلالية ضعيفة في الماء.
- تتبع بنية بلورات ميتا بورات الكالسيوم النظام البلوري المعيني القائم.

## الوفرة الطبيعية
يوجد ميتا بورات الكالسيوم في الطبيعة على شكل معدن الكوليمانيت والغينوريت Ginorite.

## الاستخدامات
- لميتا بورات لكالسيوم تطبيقات في تعدين الفلزات الثقيلة.
- يستخدم في صناعة البورسلان.